# Romanogobio persus
Romanogobio persus är en fiskart som först beskrevs av Günther, 1899.  Romanogobio persus ingår i släktet Romanogobio och familjen karpfiskar. Inga underarter finns listade i Catalogue of Life.